# Isoglossa anisophylla
Isoglossa anisophylla är en akantusväxtart som beskrevs av R.K. Brummitt. Isoglossa anisophylla ingår i släktet Isoglossa och familjen akantusväxter. Inga underarter finns listade i Catalogue of Life.